# Ebenwald (Gemeinde Kleinzell)
Ebenwald ist eine Ortschaft und eine Katastralgemeinde der Gemeinde Kleinzell in Niederösterreich.

## Geografie
Die Streusiedlung befindet sich westlich von Kleinzell im Ebenwald, einem flachen und bewaldeten Bergrücken zwischen Wendlgupf (1110 m ü. A., ⊙) und Reisalpe, auf dem sich die einzelnen Gebäude in einer weiträumigen Lichtung verteilen. Ebenwald ist nur von Kleinzell aus über eine steil ansteigende Straße erreichbar und besteht überwiegend aus Bergbauernhöfen. Am 1. Jänner 2024 zählte die Ortschaft 28 Einwohner.

## Geschichte
Laut Adressbuch von Österreich waren im Jahr 1938 in Ebenwald ein Gastwirt und mehrere Landwirte mit Direktvertrieb ansässig. Weiters gab es das Schutzhaus Reisalm und das Schutzhaus Schwarzwaldeck, die beide bewirtschaftet waren.